# سوخته (فیلم)
سوخته (به انگلیسی: Burnt) یک فیلم کمدی درام به کارگردانی جان ولز و نوشته استیون نایت می‌باشد. ستاره‌های فیلم بردلی کوپر، اما تامسون، سینا میلر، متیو ریس، دانیل برول، اوما تورمن، آلیشا ویکندر، لیلی جیمز و عمر سی هستند. این فیلم در ۳۰ اکتبر ۲۰۱۵ توسط کمپانی وینستون عرضه شد.

## خلاصه داستان
آدام جونز (بردلی کوپر) در فرانسه در رستوران ژان-لوک به عنوان سرآشپزی موفق مشغول بکار است. اما به دلیل مصرف مواد مخدر و اختلالات روحی ناشی از دوران سخت کودکیش، کم‌کم رستوران و دوستان خود را از دست داده و مدتی ناپدید می‌شود. دراین مدت رقیب او (ریس) توانسته رستوران خود را تأسیس و ستاره۳ آشپزیش را دریافت کند. آدام بعد از ۳ سال به لندن می‌رود تا بتواند همه چیز را از اول شروع کند.
او ابتدا به سراغ تونی (دانیل برول) که در رستوران ژان-لوک سرپیشخدمت بوده و حالا رستوران پدر خود را اداره می‌کند رفته، و از او کمک می‌خواهد. تونی بخاطر رفتارهایی که از آدام در پاریس دیده در ابتدا نمی‌تواند به او اعتماد کند. آدام برای راضی کردن او قبول می‌کند زیر نظر روانپزشک تونی باشد و هر ماه آزمایش اعتیاد دهد.
آدام سپس به سراغ کونتی یکی دیگر از دوستان خود رفته و با سرآشپز او (هلنا) آشنا می‌شود و از هلنا می‌خواهد که بعد این با او کار کند.
در لندن میشل، یکی دیگر از دوستان آدام، که به علت رها کردن موش در آشپزخانه اش توسط آدام نتوانسته بود رستورانش را نگه دارد، به علت نداشتن شغل او را بخشیده و تصمیم به همکاری با او می‌گیرد.
آدام بعد از آزاد کردن مکس، یکی دیگر از دوستان خود از زندان تیم آشپزیش را کامل کرده و خود را برای کار در آشپزخانه و تأسیس یک رستوران مشهور آماده می‌کند.

## بازیگران
- بردلی کوپر درنقش آدام جونز
- سینا میلر درنقش هلنا
- عمر سی درنقش میشل
- دانیل برول درنقش تونی
- متیو ریس درنقش ریکی
- آلیشا ویکندر درنقش ان ماری
- اوما تورمن درنقش سایمون
- اما تامسون درنقش دکتر راسشیلد
- لیلی جیمز درنقش سارا
- ریکاردو اسکامارچو درنقش مکس
- سم کیلی درنقش دیوید

### پیشرفت
در سال ۲۰۱۳، قرار شد جان ولز یک فیلم کمدی دربارهٔ آشپزی را کارگردانی کند که نهایتاً سوخته نام گرفت. بردلی کوپر درنقش یک سرآشپز سابق پاریسی به نام آدام جونز قرارداد بست. سینا میلر نیز نقش بازیگر زن اصلی را پذیرفت. عمر سی، جیمی درنان، اما تامسون، دانیل برول، آلیشا ویکندر و لیلی جیمز هم برای فیلم انتخاب شدند. بعداً حضور درنان بخاطر برش‌ها و تنظیمات داستان حذف شد و نقش لیلی جیمز هم کوتاه شد. دراصل نام این فیلم سرآشپز بود و بعدها در ۲۴ ژوئیه ۲۰۱۴ به آدام جونز تغییر یافت تا با فیلمی از جان فاورو به همین نام اشتباه گرفته نشود. اوما تورمن در همین زمان به بازیگران اضافه شد. طبق گفته سایت ددلاین.کام در ۲۸ ژوئیه ۲۰۱۴، وینستون هنوز این فیلم را پروژه بی نام جان ولز می‌نامید تا بتوانند روی عنوان بهتری تصمیم بگیرند. در ۷ اوت ۲۰۱۴، متیو ریس نقش رقیب سرآشپز جونز، ریکی را پذیرفت. در ۲۹ ژوئیه ۲۰۱۵، فیلم عنوان سوخته را گرفت.

### فیلمبرداری
تصویربرداری اصلی در ۲۳ ژوئیه ۲۰۱۴ در نیواورلئان، لوئیزیانا آغاز شد و دو روز طول کشید. سپس مراحل تولید به لندن برده شد.

## پس از تولید
در ۲ اکتبر ۲۰۱۴، نیک مور مسئول ویرایش فیلم شد. در طی ویرایش، جیمی درنان که در یک صحنه بازی کرده بود، از نسخه نهایی حذف شد.

## بازاریابی
پوستر جدید فیلم با عنوان سوخته در ۷ اوت ۲۰۱۵ منتشر شد. در ۱۰ آگوست ۲۰۱۵، کوپر صحبت‌هایی دربارهٔ آن در برنامه امروز داشت. کمپانی وینستون در ۱۴ اوت ۲۰۱۵، ویدیوی تبلیغی فیلم را پخش کرد. در ۲۱ سپتامبر ۲۰۱۵، اولین ویدیوی تبلیغی جهانی منتشر شد. در ۲۸ سپتامبر ۲۰۱۵، اولین ویدیوی تبلیغی کامل آن نیز منتشر شد. در ۲۹ اکتبر ۲۰۱۵، کلیپی با حضور ویکندر و کوپر به‌طور آنلاین پخش شد.